# Open Le Pavoniere
Het Open Le Pavoniere was een golftoernooi van de Alps Tour dat plaatsvond op Golfclub Le Pavoniere te Prato in Italië.
De editie van 2005 was van 28-30 september. Een jaar later werd het toernooi gehouden van 13-15 september met 113 professionele golfers en drie amateurs.
| Jaar | Winnaar           | Score | Prijzengeld |
| ---- | ----------------- | ----- | ----------- |
| 2005 | Thomas Feyrsinger |       |             |
| 2006 | Charles Dubois    |       | € 35.000    |